# 山田里津
山田 里津（やまだ りつ、1925年10月24日 - ）は、日本の看護師、看護学者。

## 略歴
三重県出身。日赤甲種看護婦養成所（日本赤十字看護大学の前身）卒。二葉看護学院院長、三井記念病院高等看護学院長。日本看護学校協議会名誉会長。フローレンス・ナイチンゲール記章受章。

## 著書
- 『看護学校運営の手引き』メヂカルフレンド社 1971
- 『看護人間工学 看護の環境改善のために』メヂカルフレンド社 1990
- 『教務必携 看護学校の運営と管理 第2版』メヂカルフレンド社 1991
- 『日本の看護職教育 戦後からの軌跡』文藝春秋企画出版部 2010
- 『われは「人間」』NHK学園 2010

### 共編著・監修
- 『看護学教育全書』全3巻 長尾十三二共編 医歯薬出版 1974-75
- 『実習評価の手引き 第3版』山田里津 [ほか]執筆. メヂカルフレンド社 1991
- 『最新看護学教育ガイダンス 臨地実習編』監修 医歯薬出版 1996
- 『新・教務必携 看護学校の運営と管理』横山トヨミ,荒川眞知子,吉岡讓治共著 日本看護学校協議会共済会 2009